# Simone Santi
Simone Santi, né le 24 mai 1966 à Città di Castello, est un arbitre international italien de volley-ball. Il a arbitré la finale du championnat du monde de Volley-ball masculin en 2010, et a été arbitre lors des jeux olympiques de Londres en 2012.
Il a été récompensé comme meilleur arbitre international en 2003, et en tant que meilleur arbitre de série A en 2003 et en 2008.